# إف تي آيلاند
إف تي آيلاند فرقة روك من كوريا الجنوبية
(معنى FT Island هو اختصار لجملة Five Treasure Island «جزيرة الكنوز الخمسة»)، تتألف الفرقة من 5 أعضاء وهم: Choi Jonghun وLee Hongki وLee Jaejin وChoi Minhwan ... وOh Wonbin كان عضو بالفرقة منذ ظهورها وتركها في عام 2009 وحل مكانه Song Seunghyun
ظهرت إف تي آيلاند للمرة الأولى في عام 2007 بألبوم "Cheerful Sensibility" وقد حقق في تلك السنة رقم 7 لأكثر الألبومات مبيعا. وأغنية Love Sick تصدرت مخططات الموسيقى لمدة 8 أسابيع.

## وصلات خارجية
- إف تي آيلاند على موقع ميوزك برينز (الإنجليزية)
- إف تي آيلاند على موقع ديسكوغز (الإنجليزية)

- الموقع الرسمي